# Landwasserviadukt

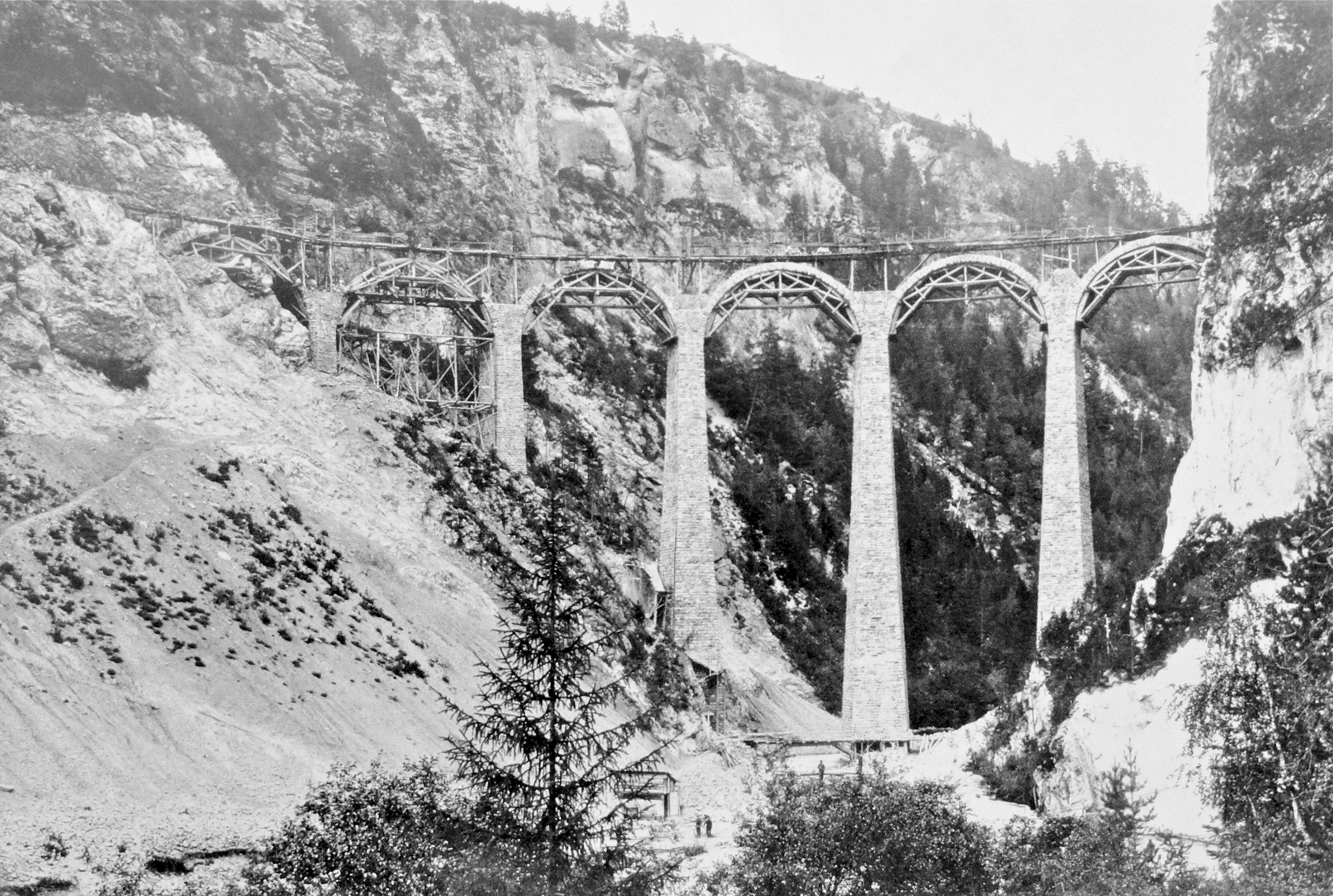
A híd építése 1902 szeptemberében

A Landwasserviadukt egy vasúti ívhíd Svájcban, Graubünden kantonban, a Rhätische Bahn Albula-vasútvonalán.
A 136 méter hosszúságú mészkőből épített hat nyílásos ívhíd 65 méteres magasságban hidalja át az alatta folyó Landwasser folyót. Évente 22 ezer, naponta mintegy 60 vonat halad át rajta, többek között a híres Glacier Express is. A svájci vasúti közlekedés ikonikus és közismert eleme, akár csak a Brusiói spirálviadukt. 2008. június 7. óta az UNESCO Világörökség része.

## Története
A híd tervezője Alexander Acatos, a kivitelező Müller & Zeerleder. Az építkezés 1901 márciusában kezdődött és 1902-ben lett kész, majd még ugyanez év októberében meg is nyitották a forgalom számára. Az építkezés költsége akkori árfolyamon számolva 280 ezer svájci frank volt. 2009-ben 4,6 millió svájci frankból felújították.

## Műszaki adatok
A Landwasser-viadukt egyik legszembetűnőbb jellemzője a rendkívül markáns ív, amelynek sugara 100 méter, ami a teljes vasútvonalon a legkisebb érték. Magassága 65 méter, hossza 142 méter. A viadukt kőműve körülbelül 9200 köbméter térfogatú, és dolomit mészkővel van összekötve. Hat 20 méter széles íves nyílásból áll, amelyek öt magas pilléren nyugszanak; maguk az ívek laposak.
A Landwasser-viadukt egyetlen vasúti pályát hordoz, amelynek meredeksége 2 százalék a szerkezeten át. A Landwasser-viadukt délkeleti támpillére egy magas sziklán található, és ezen a ponton a pályák közvetlenül a 216 méter hosszú Landwasser-alagútba vezetnek. Az alagút bejárata egy függőleges sziklafalon található, amelyet szándékosan a viadukthoz igazítottak. Az alagút építése korának építészeti csúcsteljesítményének számított és építése során számos innovatív technikát alkalmaztak.
A Landwasser-viadukt építése 1901-ben kezdődött és a következő évben fejeződött be. Alexander Acatos tervezte a Rhätische Bahn számára, az építkezést a Müller & Zeerleder vállalta. A viadukt építése állványok használata nélkül, két daru alkalmazásával történt. A mészkő oszlopokat acélmegerősítésű mag köré építették. 2009-ben, 106 évvel a befejezése után, a viadukt kőműves szerkezetét és pályáját először újították fel.. A felújítás megkönnyítése érdekében moduláris állványzatot emeltek ideiglenesen a Landwasser-viadukt köré.

## Képgaléria

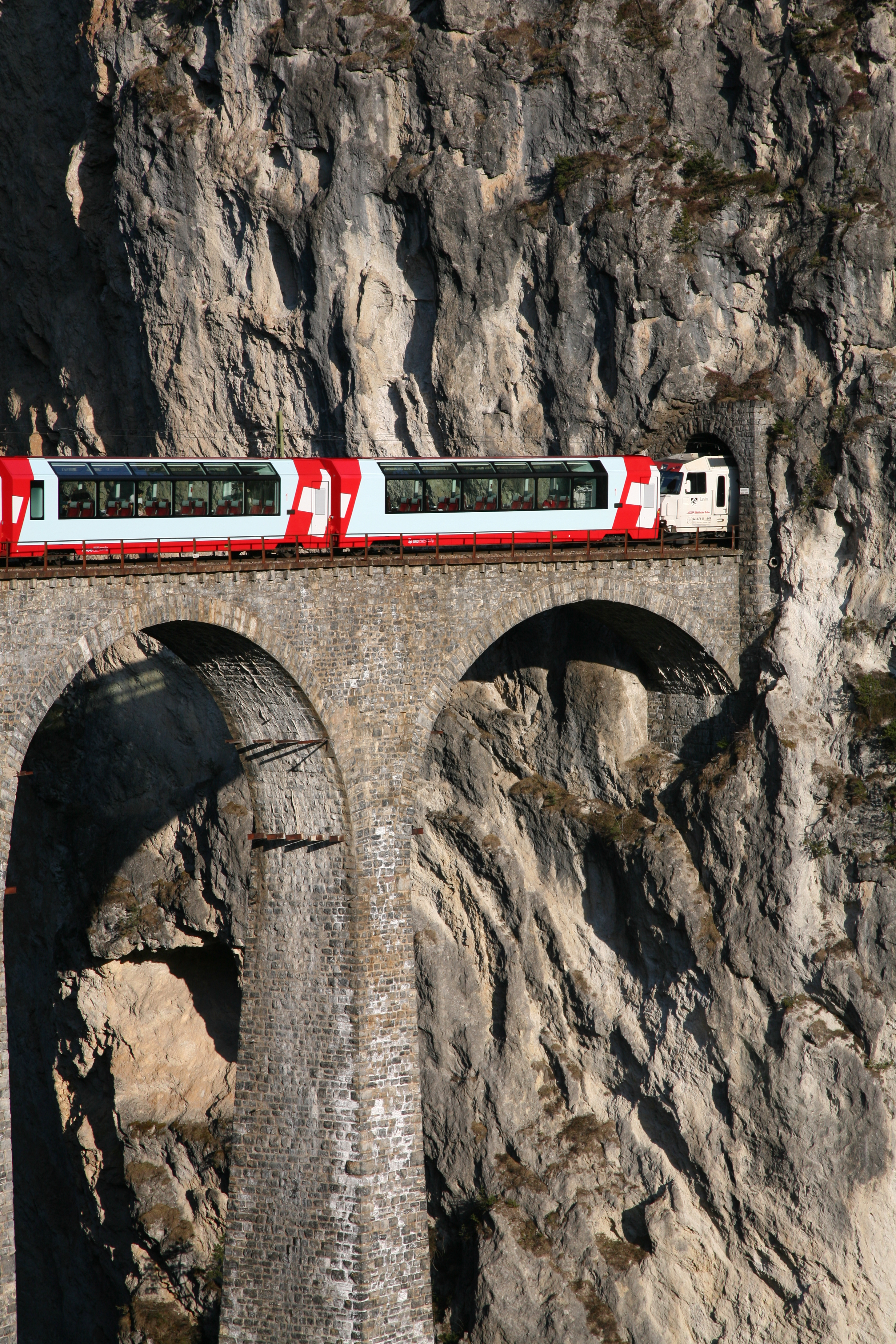
A Glacier Express panorámakocsija a hídon
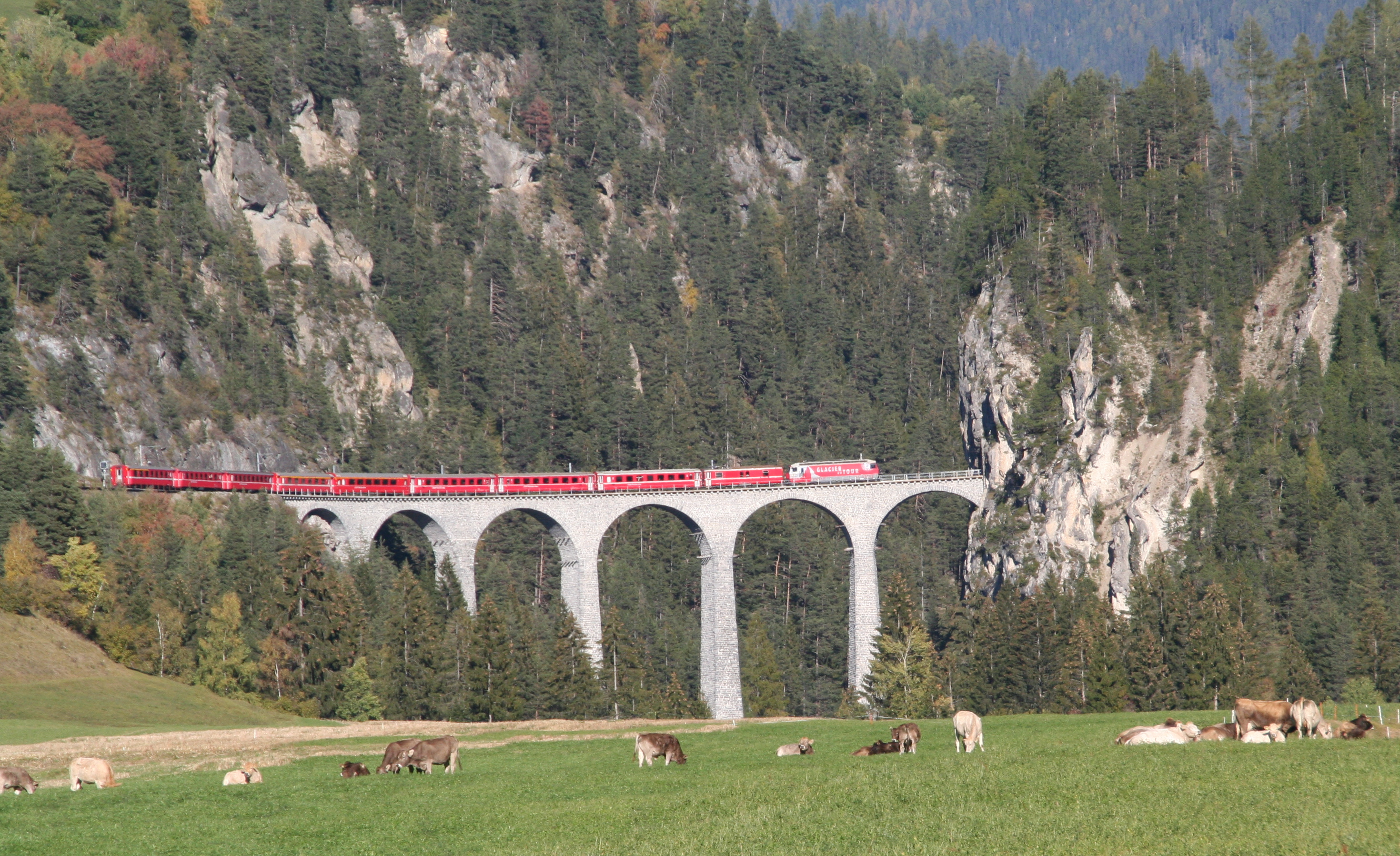
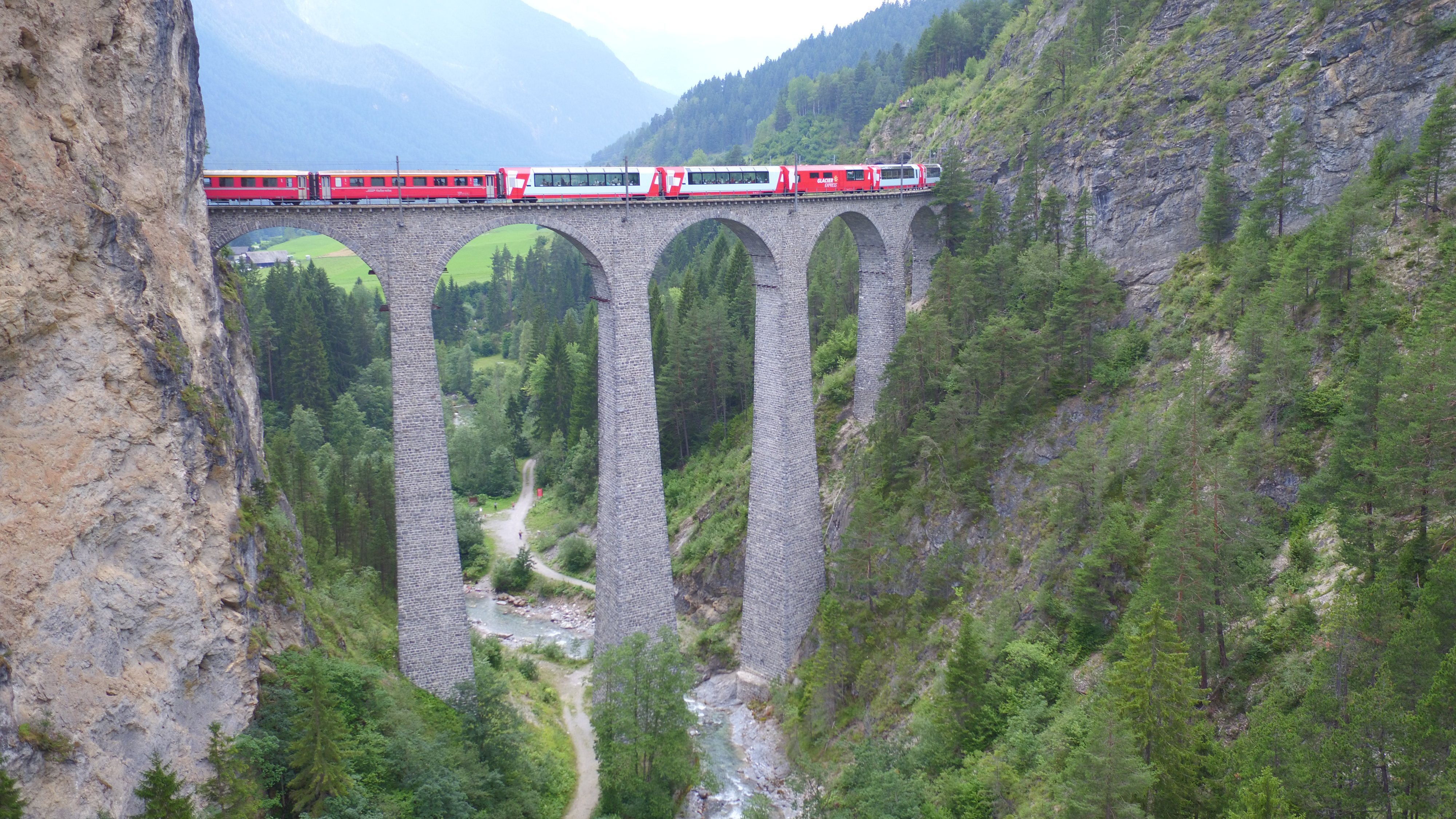
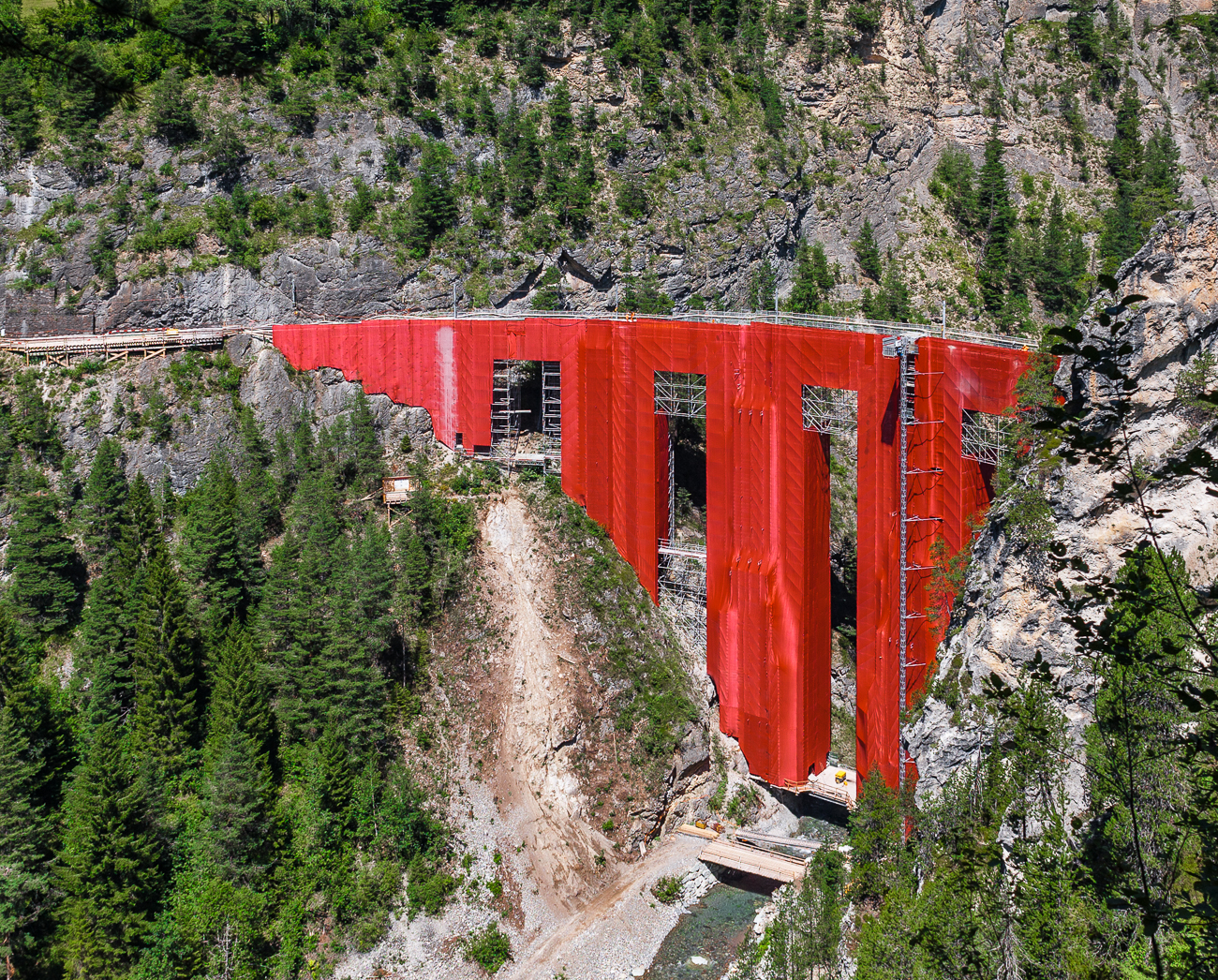
Felújítás alatt
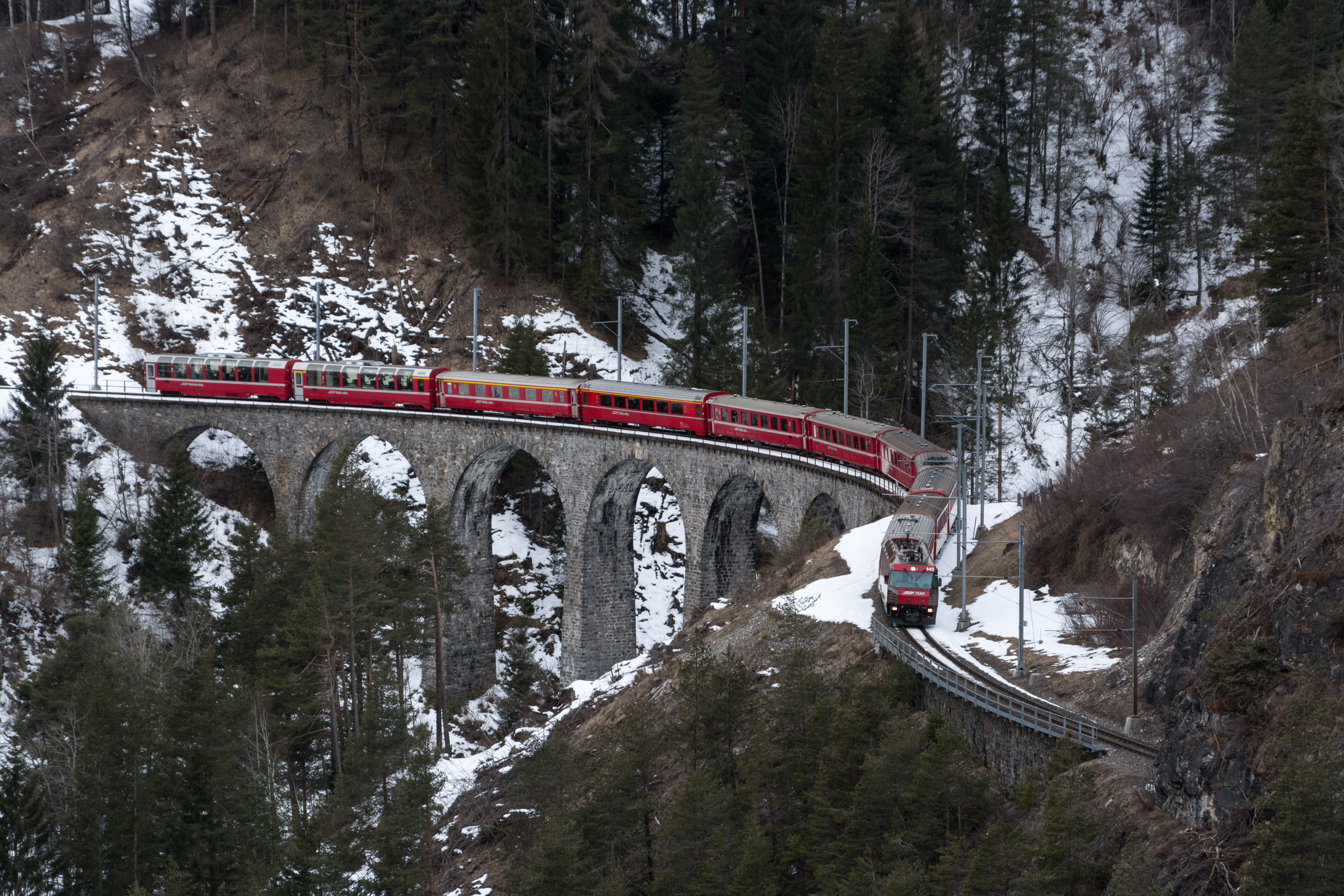
A közelben található hasonló kialakítású Schmittentobelviadukt
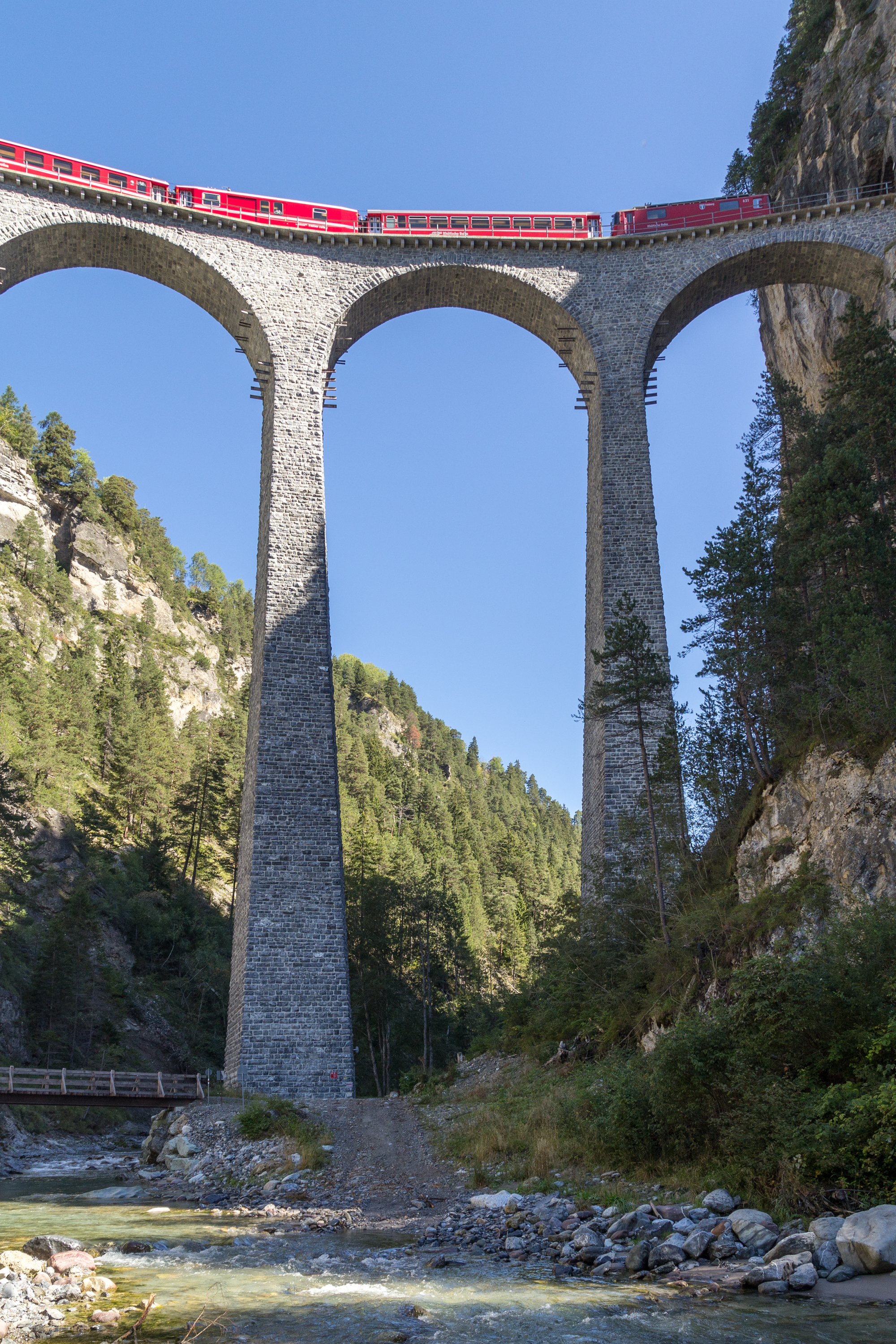
A Landwasser és a Landwasserviadukt (2011)